# Cortegada
Cortegada és un municipi de la província d'Ourense a Galícia. Pertany a la Comarca do Ribeiro. Es troba al costat del riu Miño, en una zona navegable per petites embarcacions a causa de la profunditat que arriba al riu al trobar-se embassat entre les preses de Castrelo i Frieira. És una vila termal, que compta amb dos balnearis. Les aigües, amb una temperatura que ronda els 38º, són sulfuroses i ferruginoses, i se'ls reconeix propietats per al tractament de diferents malalties.

## Parròquies
- Cortegada (Santa María)
- Louredo (San Xoán)
- Meréns (San Cibrán)
- Rabiño (San Bieito)
- Refoxos (San Breixo)
- Valongo (San Martiño)
- Zaparín (San Martiño)